# Recintos parroquiales de Bretaña

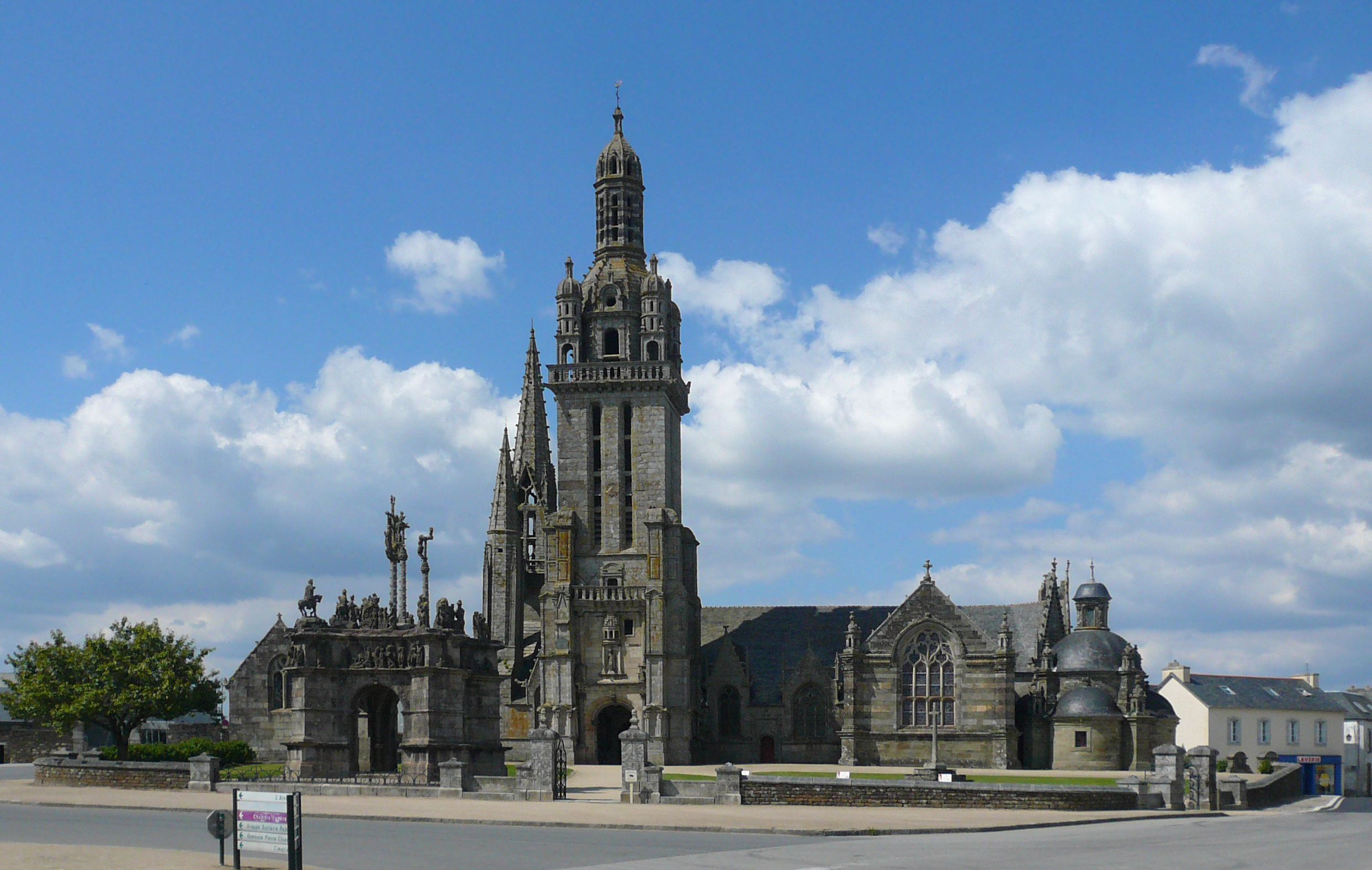
El recinto parroquial de Pleyben es un recinto típico.

Un recinto parroquial es, en sentido estricto, una iglesia rodeada de un espacio (denominado placître) consagrado o no como cementerio, delimitado por un muro. Los recintos parroquiales son característicos de la arquitectura religiosa rural de la Baja Bretaña y datan en su mayoría de los siglos XVI y XVII.
Se explican por la prosperidad económica de Bretaña, ligada al comercio del lino y del cáñamo durante esta época. Su desarrollo se debe también al impulso de las ferias relacionadas con los grandes acontecimientos de la vida litúrgica, el contexto de la Contrarreforma así como a la importancia del culto a los santos locales y a los muertos, testigos del sincretismo bretón.

## Orígenes

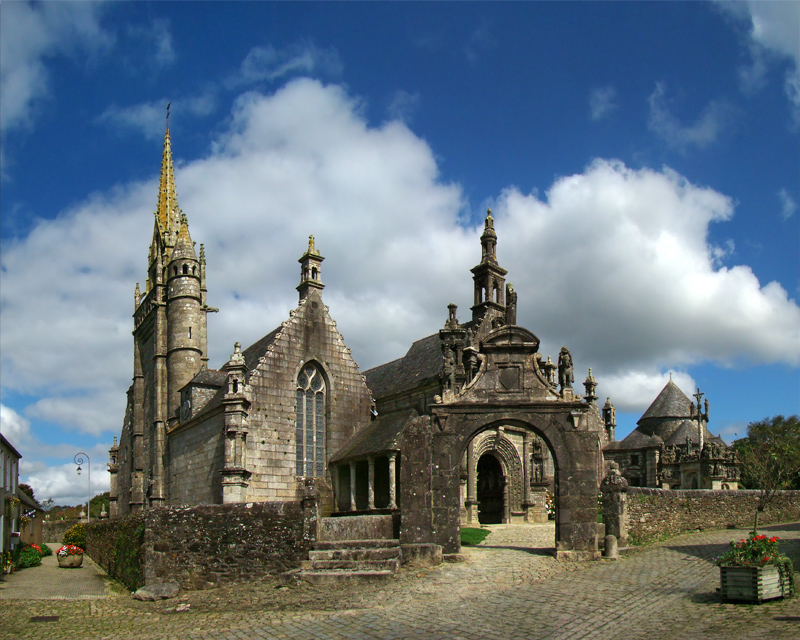
Recinto parroquial de Guimiliau

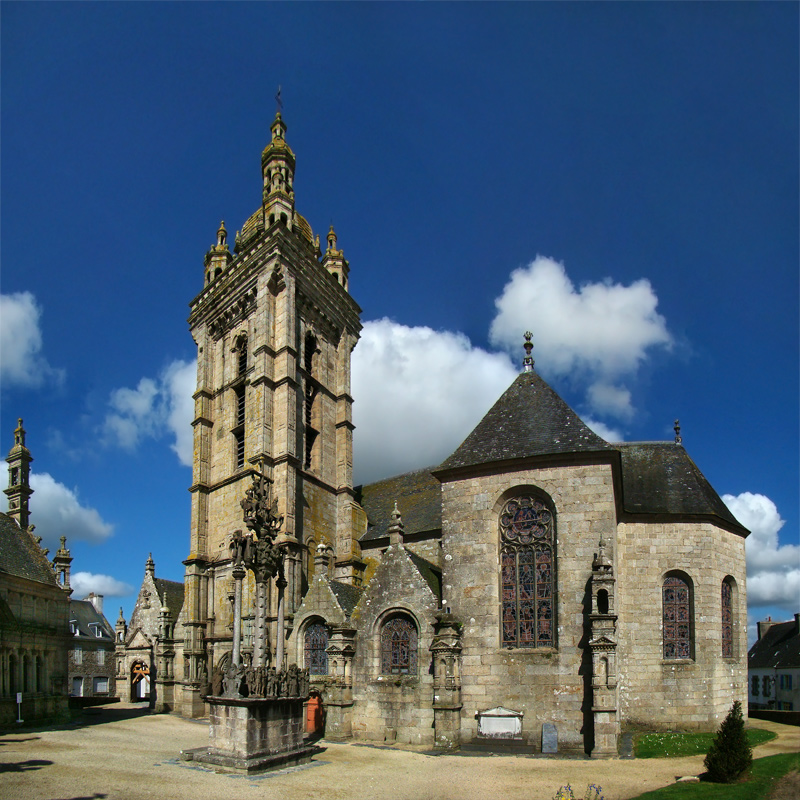
Recinto parroquial de Santo-Thégonnec

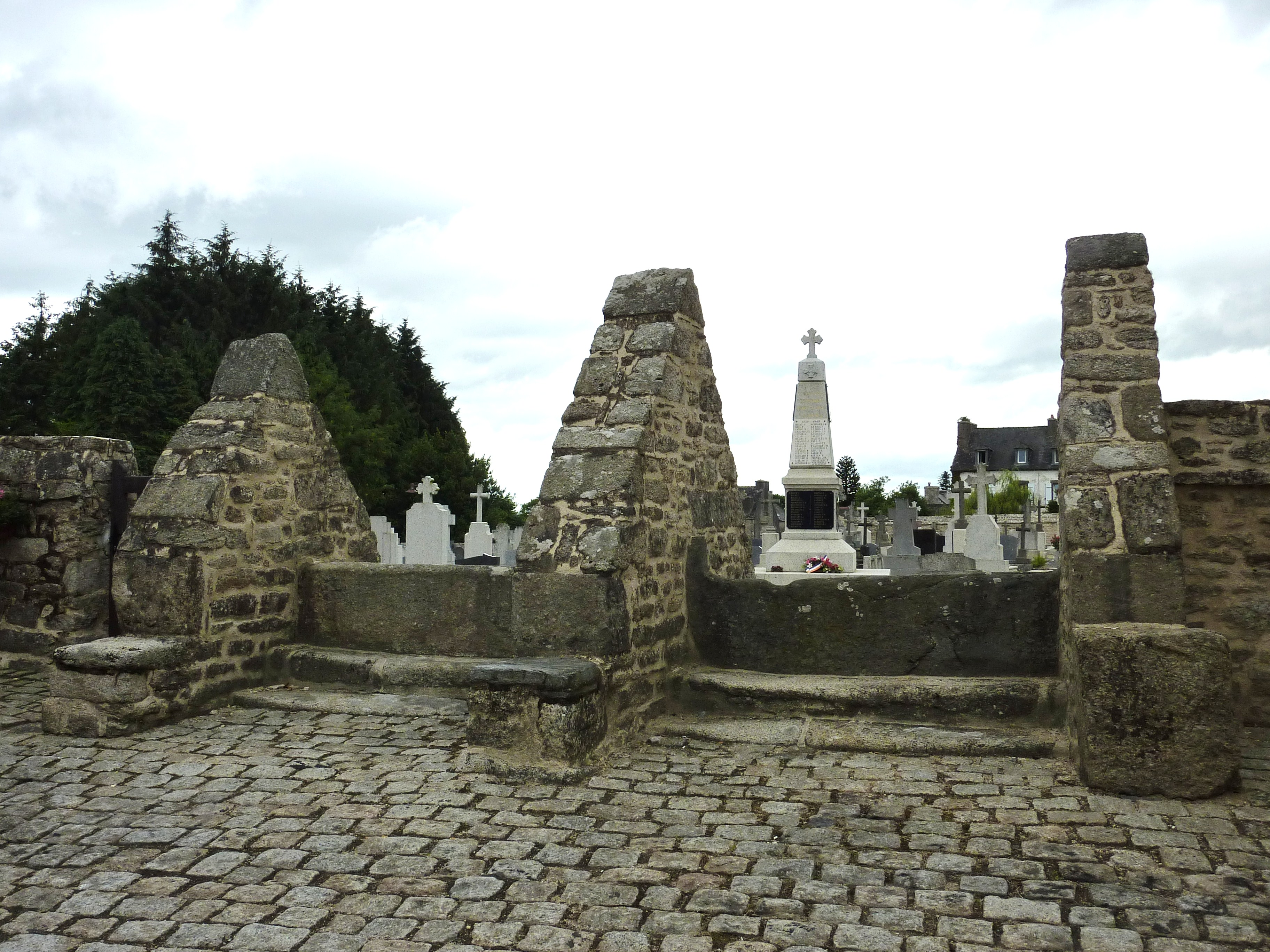
Dos losas de esquisto cortan la entrada a un recinto parroquial (en Berrien)

El apogeo de la construcción de estos recintos se sitúa entre el siglo XVI y XVII. A menudo calificado de arte del pueblo o de arte parroquial, dado que se mantuvo alejado del de los grandes centros urbanos, es un arte profundamente arraigado en la cultura local pero también en gran medida abierto a las influencias exteriores como lo estuvieron los bretones de la época. En el sur de la región de Léon y en Cornualles (Finisterre) es donde se encuentran los monumentos más destacables.
La edad de oro de los recintos parroquiales coincidió con un importante desarrollo del comercio marítimo internacional bretón, época en la que los barcos de comercio bretón frecuentaron los puertos del mundo entero.
La navegación a vela utilizaba mucho el lino y el cáñamo (para vela, telas, ropa o cuerdas), y las regiones que cultivaban, tejían y comercializaban el lino conocieron por tanto un extraordinario periodo de riqueza, lo que permitió la construcción de numerosos recintos parroquiales en las zonas de cultivo y de comercio del lino.
Cada pueblo rivalizaba con su vecino para tener el recinto parroquial más bello. Este fue el caso de los pueblos de Guimiliau y de Lampaul-Guimiliau, que distan tan sólo 3 kilómetros, como explica Florian El Roy:

La rivalidad ostentoria por poseer los monumentos más bellos, los más ornamentados expresa un cierto orgullo parroquial pero traduce también la propensión al barroco de los comanditarios y constructores que quieren magnificar a la Iglesia de la Contrarreforma (la Reforma protestante propugna edificios religiosos y oficios sobrios y sin aparato) propagada por dos misioneros que tienen una influencia considerable y duradera en la Baja Bretaña, Michel El Nobletz y Julien Maunoir. Eso explica los grandes temas de la Contrarreforma que enriquecen la iconografía religiosa de los recintos: Rosario, Santa Familia, Ángel guardián y San José, patrón de los agonizantes y de la Buena Muerte.
Les enclos bretons. Yannick Pelletier

Los recintos revelan igualmente la coloración particular que tomaron el culto a los santos locales y el culto a los muertos en las poblaciones rurales bretonas alimentadas por la mitología celta que mezclaba leyendas paganas y piedad ingenua.
En abril de 1695 un decreto real, confirmado por el Parlamento de Bretaña siete años más tarde, prohibió toda construcción nueva de edificios o en los edificios religiosos existentes sin necesidad. La política comercial de Colbert y el bloqueo debido a la Guerra de los Nueve Años acarreó un declive de la producción de tela y de las exportaciones agrícolas bretonas, de manera que el estado temió que los gastos suntuarios destinados a elevar los monumentos de los recintos estuviesen siendo desviados de la recaudación de impuestos. Este decreto, incluso si no fue aplicado uniformemente, puso freno a la construcción de recintos parroquiales.

## Características

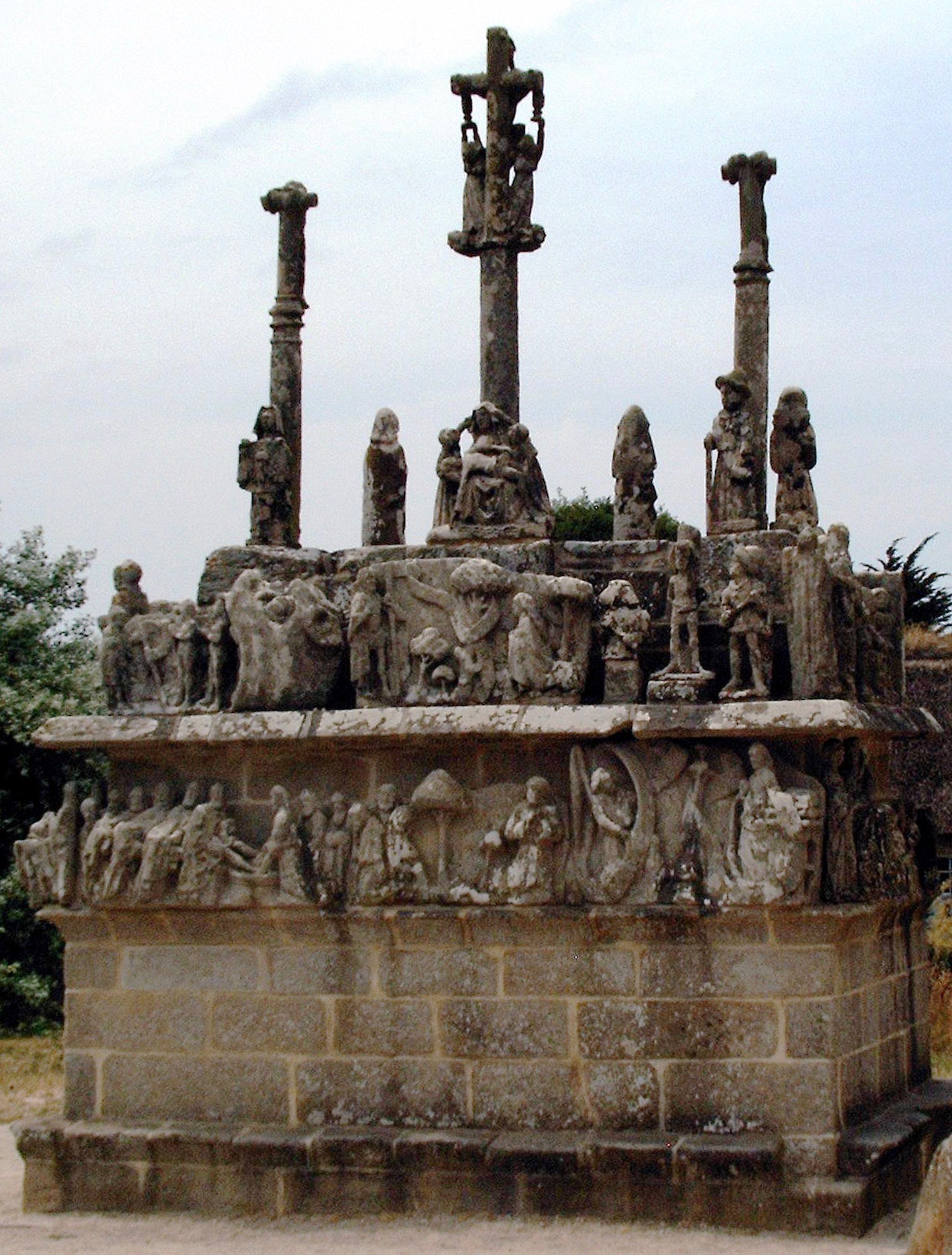
Calvario de Tronoën

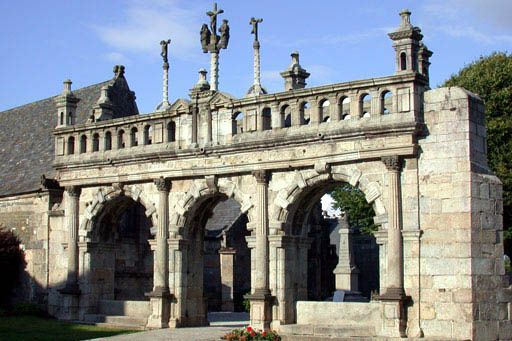
El arco de triunfo de Sizun

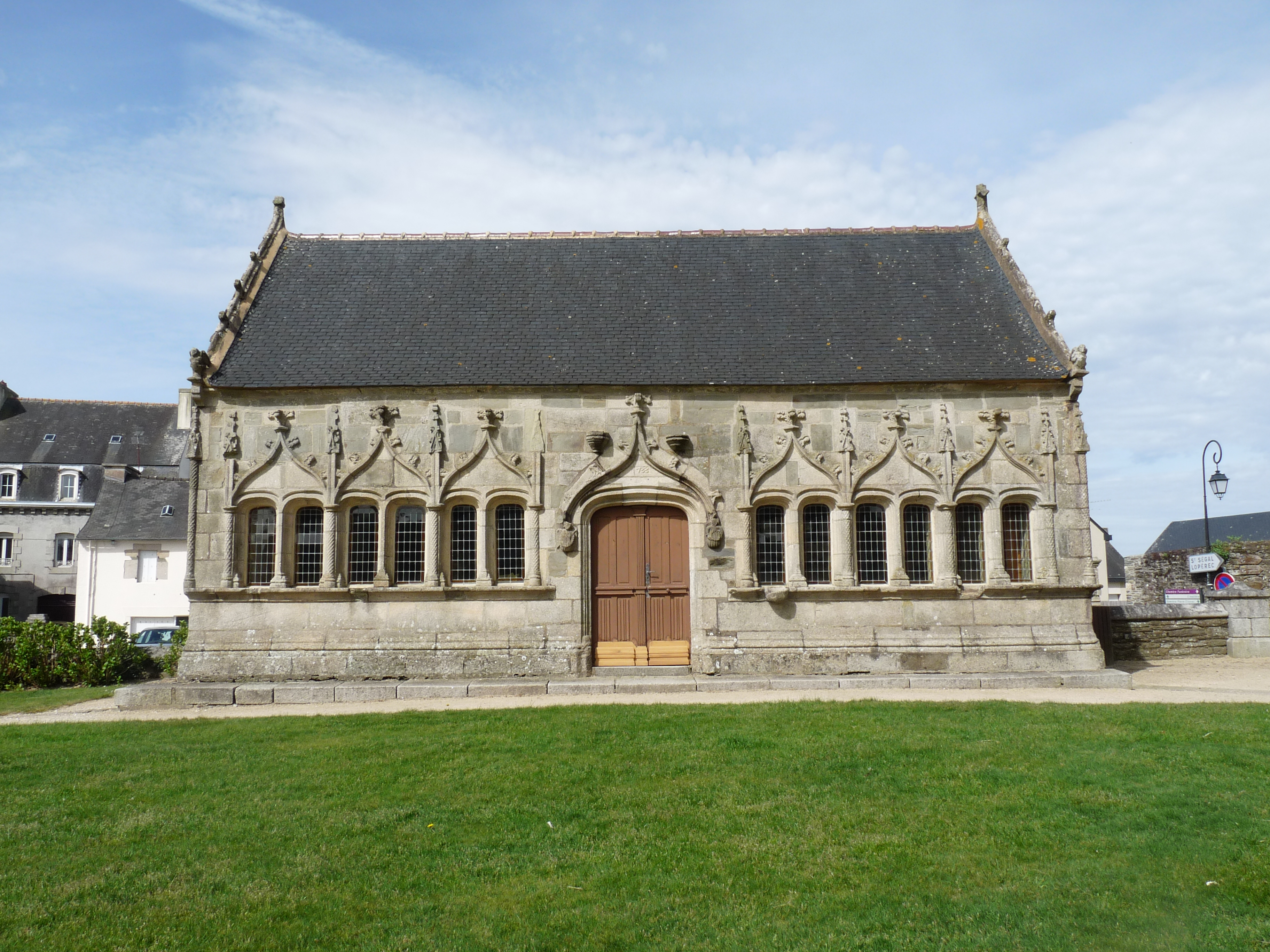
El osario de Pleyben

El recinto parroquial es un conjunto arquitectural religioso cerrado por un muro típico de la Bretaña Baja, donde se encuentran todavía 70 ejemplos intactos. Algunos recintos se encuentran igualmente en la Bretaña Alta como en Saint-Suliac (Ille y Vilaine) que data del siglo XIII o en Saint-Jean-du-Doigt en la Mancha. Los más célebres se encuentran en Finisterre: Saint-Thégonnec, Guimiliau, Lampaul-Guimiliau, Plougonven, Plougastel-Daoulas, Pleyben.  Se pueden encontrar también en las vertientes del valle del Elorn entre Landivisiau y Landerneau.
Un recinto parroquial es en sentido estricto una iglesia rodeada de un espacio circundante (placître en francés) consagrado o no como cementerio, delimitado por un muro. El recinto tiene que reunir al menos cinco de los ocho elementos siguientes:
- la iglesia
- el osario
- la capilla-relicario
- el crucero
- el muro del recinto
- la puerta triunfal
- el cementerio en el placître
- la fuente.

Así, los edificios que pueden responder a la apelación de recinto parroquial son escasos.
- La puerta triunfal o "Arco de triunfo". En bretón se denomina Porz ar maro, "Puerta de la muerte" porque marca la entrada del cementerio.

- Osario. Recibía las osamentas exhumadas debido a la falta de espacio para las nuevas inhumaciones, ya fuera dentro de la iglesia o en los cementerios. Se trata de pequeños espacios junto a la iglesia. Los cráneos, por su parte, se conservaban en cajas-relicarios dentro de edificios más amplios, ya fuera junto a la iglesia o formando un edificio separado, lo que fue cada vez más frecuente. La capilla-relicario es a veces un espacio muy trabajado dotado de ventanas.

- Crucero. Representa en torno a la Pasión de Cristo toda la historia santa. El de Guimiliau, con doscientos personajes, podía servir para la instrucción religiosa de los fieles. Los temas representados en los cruceros son generalmente los de la vida de Cristo (nacimiento, niñez, Pasión, Resurrección), de la muerte (tema frecuente en Bretaña que encuentra sus raíces en la tradición celta), asimismo de los temas relacionados con la Contrarreforma (Rosario, Santa Familia, Ángeles Guardianes...) así como de los santos venerados localmente (San Roque, San Sebastián, San Isidro, etc.)

Generalmente las diversas entradas al recinto estaban obstruidas parcialmente por una losa de piedra vertical que se había de franquear y que en realidad servía para que el ganado penetrase en el recinto sagrado, sobre todo en el cementerio. Esta precaución hace que el pórtico de entrada, siempre abierto, incluya un escalón para subir, un pequeño murete para franquear y un escalón para bajar. Esto se ve muy claramente en Plouneour-Menez.
Inicialmente los recintos parroquiales tenían hierba, o cómo máximo algunos árboles cuya venta aseguraba algunos ingresos a la parroquia; los días de feria, la fábrica de la parroquia autorizaba la presencia de tiendas, beneficiándose así de las tasas que pagaban los comerciantes ambulantes. 
Los muertos se inhumaban en las iglesias, siendo los lugares más cercanos a los altares los más cotizados. Como el suelo de las iglesias ofrecía un espacio bastante restringido, con el fin de poder proceder a nuevas inhumaciones, se retiraban las osamentas de los antiguos muertos para depositarlas en un osario, también llamado "relicario". En 1719, el Parlamento de Bretaña prohíbe la inhumación en las iglesias y aunque a los sacerdotes les costará hacer respetar esta prohibición, progresivamente se impuso la costumbre de inhumar a los muertos fuera de la iglesia, en el recinto.

## Lista de recintos parroquiales
- Argol, el único recinto parroquial de la península de Crozon.[8]
- Berrien
- Bodilis
- Brasparts
- Brennilis
- Châteaulin (Capilla Notre-Dame)
- Commana
- Dirinon
- Guimiliau
- La Martyre
- Lampaul-Guimiliau
- Lannédern
- La Roche-Maurice
- Locmélar
- Pencran
- Pleyben
- Plougastel-Daoulas
- Plougonven
- Plounéour-Ménez
- Saint-Divy
- Saint-Herbot
- Sainte-Marie-du-Ménez-Hom
- Saint-Thégonnec
- Sizun
- Trémaouézan
- Villamée

## Turismo
El circuito de los recintos parroquiales constituye un atractivo turístico que permite descubrir la mayoría de los recintos parroquiales más destacables.